# Jim Harbaugh
Jim Harbaugh, född  23 december 1963 i Toledo, Ohio, är en amerikansk tränare i amerikansk fotboll. Tidigare spelade han som quarterback för flera lag i National Football League. 

## Tränarkarriär
Sedan Harbaugh avslutade sin spelarkarriär 2001 verkade han som tränare i olika universitetslag fram till att han tog över  San Francisco 49ers 2011. Efter sin debutsäsong utsågs han till årets bästa tränare. Harbaugh är sedan 2015 huvudtränare för Michigan Wolverines lag i amerikansk fotboll, som spelar i B1G (en av Power Five-konferenserna i amerikansk collegefotboll).  
Jim Harbaughs bror John Harbaugh är även han tränare i amerikansk fotboll. John Harbaugh är huvudtränare för Baltimore Ravens. De båda brödernas lag möttes i Super Bowl XLVII i februari 2013. Det var första gången ett brödrapar möttes som huvudansvariga för var sitt lag i Super Bowl. Bröderna Harbaugh är även det första brödrapar som lett varsitt lag i NFL.

## Spelarkarriär
Jim Harbaugh draftades i första omgången 1987 av Chicago Bears och kom att spela för laget i sju säsonger innan han kontrakterades av Indianapolis Colts 1994 där han gjorde tre säsonger. Efter en säsong i Baltimore Ravens och två i San Diego Chargers avslutade han karriären som reserv i Carolina Panthers. 

### Klubbar
- Chicago Bears (1987–1993)
- Indianapolis Colts (1994–1997)
- Baltimore Ravens (1998)
- San Diego Chargers (1999–2000)
- Detroit Lions (2001) Endast försäsong
- Carolina Panthers (2001) Sex matcher på bänken utan spel